# Chalcedectus annulicornis
Chalcedectus annulicornis är en stekelart som först beskrevs av Peter Cameron 1884.
Chalcedectus annulicornis ingår i släktet Chalcedectus och familjen puppglanssteklar. Inga underarter finns listade i Catalogue of Life.